# 托爾金信託基金會
托爾金信託基金會（英語：The Tolkien Trust）是一家英國慈善團體，亦為托爾金遺產委員會的相關組織，由作家J·R·R·托爾金的四名子女創立於1977年。托爾金信託基金會並不負責管理托爾金的文學遺產。
目前，托爾金信託基金會也和托爾金遺產委員會一同參與了Amazon電視劇版《魔戒》的製作。

## 訴訟
2008年，托爾金信託基金會與哈潑柯林斯出版社（托爾金作品的出版商）共同起訴《魔戒》電影製片商新線影業，要求對方支付更多的版稅收入。2009年，雙方達成和解，使新線影業可繼續籌畫《哈比人系列電影》。
2012年，普麗西拉·托爾金代表托爾金信託基金會與其他幾家機構一同起訴華納兄弟公司，索賠8000万美元，指責對方的侵權行為、將托爾金作品用於賭博性電子遊戲。這項訴訟案於2017年達成和解。

## 外部連結
- 官方網站（英文）